# سهائي عزيز تالبر
سُهائي عزيز ٽالپر، ولدت سهائي عزيز تالبر عام 1988 في إقليم السند باكستان، وهي ضابط بإدارة تنفيذ القانون الباكستانية، وتقلدت منصب مساعد مراقب شرطة عام 2013، وهي ثالث امرأة من السند تخدم في جهاز الشرطة الباكستانية. وفي نوفمير 2018- تم الإشادة بدور سُهائي القيادي في إحباط هجوم إرهابي ضد القنصلية الصينية في كراتشي.

## حياتها المبكرة
ولدت سهائي عزيز تالبر عام 1988 في قرية بهاي خان في مقاطعة تندو محمد خان بإقليم السند، باكستان. والدها هو عزيز تالبر، ناشط سياسي وكاتب.

## التعليم
تخرجت سهائي من المدرسة الثانوية العليا لمؤسسة فوجي- التابعة للجيش، ثم التحقت بكلية تابعة لمؤسسة باهريا في حيدر آباد. وحصلت على درجة البكالوريوس من كلية زبيدة للبنات وماجستير في الاقتصاد من جامعة السند بمقاطعة جامشورو. كما حصلت على شهادة في المحاسبة القانونية من أكاديمية الحمد في حيدر آباد، وكلية سكانز للمحاسبة.
عندما سجلها والداها في المدرسة، بدأ معظم أقاربهم في «السخرية» من الأسرة. مما أدى إلى مغادرة الأسرة القرية وانتقلوا إلى بلدة أخرى قريبة.

## عملها
سهائي هي أول امرأة من هضبة السند تصل إلى رتبة مساعد مراقب في الشرطة الباكستانية.
في 13 أغسطس 2013، وقع هجوم إرهابي بالمتفجرات- تبنته جماعة محلية محظورة- في منطقة حيدر تشوك بمدينة حيدر آباد، مما أسفر عن مقتل شخص واحد. فتم الإعلان عن خمسة وثلاثين موقعًا داخل المدينة «مستهدفة» وتم إنشاء حوالي خمس وسبعين نقطة تفتيش- تديرها الشرطة- بما في ذلك القوات الخاصة بالشرطة وباكستان رينجرز لتنفيذ القانون- بينما كثفت الشرطة الدوريات في جميع أنحاء حيدر آباد. وتم تعيين سهائي مسؤولاً عن قيادة الشرطة والترتيبات الأمنية المتعلقة بهذا التهديد، حتى نهاية احتفالات عيد الاستقلال.
في عام 2017، تم تكليف سهائي بالتحقيق في مزاعم بالتحرش الجنسي من قبل فتيات في فريق جامعة السند المشترك ضد أعضاء هيئة التدريس.
وفي عام 2018- أعلنت عن مداهمات الشرطة في مناطق جامشورو ضد العصابات المنظمة المتورطة في السرقة وتجارة المخدرات- وقالت إنه لن يكون هناك «تساهل» مع المجرمين في «الحرم الجامعي».

## هجوم القنصلية الصينية في كراتشي
في 23 نوفمبر 2018، قام ثلاثة مسلحين معارضين للاستثمار الصيني في باكستان بقتل شرطيين باكستانيين كانا يحرسان قنصلية الصين في كراتشي. ثم حاول المسلحون اقتحام مبنى القنصلية باستخدام المتفجرات.
قادت سهائي عزيز- بصفتها كبير المشرفين على شرطة كراتشي- وحدات الشرطة إلى مكان الحادث، بالإضافة إلى خبراء المفرقعات ورجال الإطفاء. وكانت أول ضابط كبير وصل إلى مكان الحادث. كما أنها نظمت وقادت المعركة التي تلت ذلك والتي استمرت لمدة ساعتين، وقُتل فيها المسلحون الثلاثة.
بحسب رويترز، فإن حسن تصرف سهائي عزيز خلال الهجوم على البعثة الدبلوماسية قد قوبلت بالثناء «لإنقاذها أرواح لا تعد ولا تحصى». لاقت صورة سهائي وهي تحمل مسدسًا وتحيط بها القوات الخاصة هتمامًا كبيرًا على وسائل التواصل الاجتماعي في باكستان والصين. كما تم ترشيحها لنيل ميدالية Tamgha-e-Quaid-e-Azam الباكستانية، وهي أول امرأة تحصل على هذا الترشيح.

## تأثير أكبر
يعتبر التحاق سهائي عزيزي بجهاز الشرطة الباكستانية وما تلاه من صعود في مسيرتها المهنية كضابط حدثًا مهمًا في ثقافة منطقة تندر في حيدر آباد. فلم يكن سوى امرأتين فقط- قبل سهائي عزيز- من إلتحقا من السند في جهاز الشرطة.